# Johann Joachim Becher
Pour les articles homonymes, voir Becher.
Jonass Johann Joachim Becher est un médecin et chimiste allemand, né à Spire le 6 mai 1635, mort à Londres en octobre 1682.
Son nom n'a pas de rapport immédiat avec le récipient en verre utilisé dans les laboratoires de chimie, le bécher, dont l'étymologie se rapporte au latin bacar (« vase à vin »).

## Biographie
Il est le premier qui ait tenté de créer une théorie scientifique en chimie : il chercha un acide primitif dont tous les autres ne fussent que des modifications, s'occupa beaucoup d'expliquer les transformations que subissent les métaux quand on les chauffe, et préluda ainsi à la doctrine du phlogistique de Georg Ernst Stahl.
Il fut professeur en médecine, ensuite premier médecin de l'électeur de Mayence Jean-Philippe de Schönborn, puis de celui de Bavière. Il résuma la science de son temps dans le Tripus hermeticus, pandens oracula chemica, Francfort, 1689.
On connaît surtout sa Physica subterranea, Francfort, 1669, réimprimée, avec un supplément de Stahl, à Leipzig, 1735.
Becher s'était aussi occupé des langues, et avait publié en 1661 Character pro notitia linguarum universali, espèce de pasigraphie.
Economiste caméraliste, il obtint de l’empereur Léopold Ier la création d’un Conseil du commerce à Vienne et l’organisation de manufactures de draps, de soieries et tissus de luxe. Il envisagea la création d’une Compagnie orientale de commerce, mais le siège de Vienne en 1683 compromettra le projet.

## Source
Cet article comprend des extraits du Dictionnaire Bouillet. Il est possible de supprimer cette indication, si le texte reflète le savoir actuel sur ce thème, si les sources sont citées, s'il satisfait aux exigences linguistiques actuelles et s'il ne contient pas de propos qui vont à l'encontre des règles de neutralité de Wikipédia.